# Фонарь на ветру (фильм)
«Фонарь на ветру» (груз. ფანარი ქარში) — советский художественный романтический фильм 1987 года, снятый кинорежиссёром Нодаром Омиадзе на студии «Грузия-фильм». Фильм посвящён советскому шахматному педагогу Вахтангу Карселадзе. Премьера фильма состоялся 18 апреля 1988 года, в Москве — в марте 1989 года.

## Сюжет
Демобилизованный после победы над фашистами молодой солдат Вахтанг Карселадзе возвращается в стены университета. Несмотря на свою шинель и преждевременную седину, он отличался от своих однокурсников тем, что пережил войну и плен. Он решил покинуть университет, чтобы помочь своим престарелым родителям, и начал работать тренером в детской шахматной школе.
Вахтанг проявил удивительный талант в педагогике — его ученики играли смело, ради красивой игры и были готовы идти на риск. Несмотря на неудачное выступление своих подопечных на первом турнире, Вахтанг не унывал. Он обладал уникальной способностью выявлять и развивать таланты детей, и он угадал будущую чемпионку мира в десятилетней школьнице Ноне Гаприндашвили.
Хотя в итоге другой тренер разделил с нею лавры победы, Вахтанг не переставал развивать новые таланты. Он обучил Нани Александрию, которая всего за три месяца стала чемпионкой страны. Память об этом тренере и его влияние на грузинскую женскую шахматную школу живут в сердцах многих его воспитанниц.

## В ролях
- Гурам Пирцхалава — Вахтанг Карселадзе
- Имеда Кахиани — Шалва
- Инга Овсепьян — девушка с улицы
- Лена Пирашвили — Нона
- Русудан Мчелидзе — Тамара
- Цицино Махарадзе — Манана
- В. Тугуши
- Руслан Микаберидзе
- Д. Элиадзе
- Автандил Махарадзе

## Съёмочная группа
- Автор сценария — Анзор Джугели
- Режиссёр-постановщик — Нодар Омиадзе
- Оператор-постановщик — Джонни Курашвили
- Художник-постановщик — Важа Джалагания
- Композитор — Яков Бобохидзе
- Звукооператор — Гурам Шубладзе[2]
- Режиссёр — Георгий Дадиани
- Оператор — В. Худенко
- Художник-декоратор — Семён Дашту
- Художник-гримёр — Т. Качарава
- Монтажёр — Роза Джикаева
- Консультант — Т. Гиоргадзе
- Редактор — М. Гуния
- Директор картины — М. Джухаташвили
- Музыка — Ансамбль солистов-инструменталистов
- Дирижёр — Александр Раквиашвили

## Русский дубляж
Русский дубляж фильма был осуществлён в 1989 году на киностудии «Мосфильм».
- Режиссёр дубляжа — Александр Светлов
- Звукорежиссёр — Евгения Потоцкая
- Роли дублировали — Тимофей Спивак, Борис Токарёв, Олег Мокшанцев, Алёна Чухрай, Ольга Гаспарова, Даниил Нетребин, Виктор Филиппов, Николай Граббе, Алексей Сафонов, Владимир Кузнецов, Валентина Клягина

## Факты
- В фильме использовались документальные кадры, а также рассказы о Вахтанге Карселадзе от Ноны Гаприндашвили, Нани Александрии, Тамаза Георгадзе и Шота Инцкирвели[1].
- Фильм является последней работой кинорежиссёра Нодара Омиадзе.
- На данный момент фильм считается утерянным, поскольку официально не выпускался на видео. Его копия хранится в Госфильмофонде России[3].